# Martin Sjögren
Martin Sjögren (* 27. April 1977 in Gimo) ist ein ehemaliger schwedischer Fußballspieler und derzeitiger Trainer, der von 2017 bis 2022 die norwegische Nationalmannschaft der Frauen trainierte.

## Sportlicher Werdegang

### Spieler
Sjögren wuchs in Gimo auf, wo er beim Heimatverein Gimo IF Fußball spielte und mit 16 Jahren sein Debüt in der 2. Division gab. Nach dem Abitur zog er nach Halmstad, um Sportpädagogik zu studieren. Mit der Leichtathletin Erica Mårtensson zog er in die USA, um an verschiedenen Universitäten zu studieren. Dort spielte er für die Mannschaft der University of North Florida in Jacksonville. Nach seinem US-Aufenthalt zog er zurück nach Schweden, arbeitete dann kurz in Växjö als Lehrer und spielte für IFK Värnamo und Växjö BK in unterklassigen Ligen.

### Trainer
2004 wurde er Trainer beim Zweitliganeuling Östers IF, den er auf den zweiten Platz der Südstaffel führte. Nachdem diese Platzierung 2005 wiederholt wurde, wurde er Assistenztrainer von Jörgen Petersson beim Vizemeister Malmö FF. Unter dem neuen Trainergespann fiel der Verein 2006 auf den vierten Platz, auch bedingt dadurch das langjährige Spielerinnen wie Malin Andersson und Formiga ihre Karriere beenden oder den Verein verlassen. Nach dritten Plätze in den folgenden Jahren, wird Sjögren 2010 Cheftrainer und führt den Verein, der seit 2009 „LdB FC Malmö“ heißt zur Meisterschaft, verteidigt den Titel 2011 und gewinnt mit LDB erstmals den schwedischen Fußball-Supercup der Frauen. Danach wechselt er zum Liga-Sechsten Linköpings FC, der zuletzt 2009 Meister war. Er führt den Verein in seiner ersten Saison auf den dritten Platz, zum Pokalsieg  2013/14 und gewinnt nach zwei vierten Plätzen die Meisterschaft 2016. 
Er wurde daraufhin als Nachfolger von Pia Sundhage als Trainer der schwedischen Fußballnationalmannschaft der Frauen gehandelt. Stattdessen wurde er aber im Dezember 2016 Nachfolger von Roger Finjord als Trainer der norwegischen Nationalmannschaft der Frauen, der nach der erfolgreichen Qualifikation zur EM 2017 zurückgetreten war. Im ersten Spiel unter seiner Leitung trafen die Norwegerinnen am 19. Januar 2017 auf die noch von Pia Sundhage trainierten Schwedinnen und gewannen mit 2:1. Es folgte beim Algarve-Cup 2017 mit Platz 11 das schlechteste Abschneiden der Norwegerinnen in der Turniergeschichte und das Vorrundenaus als Gruppenletzte und erstmals ohne eigenes Tor bei der Fußball-Europameisterschaft der Frauen 2017. In der darauf folgenden Qualifikation zur WM 2019 verloren die Norwegerinnen zwar im dritten Spiel beim Europameister Niederlande, konnten aber da sie alle anderen Spiele gewannen – auch das letzte entscheidende Heimspiel gegen die Niederländerinnen – noch Gruppensieger werden und sich direkt für die WM qualifizieren. Beim Algarve-Cup 2019 konnten die Norwegerinnen dann 21 Jahre nach dem letzten Titelgewinn wieder den Titel holen. 
Bei der WM erreichten die Norwegerinnen das Viertelfinale, wo sie mit 0:3 gegen England verloren und sich damit auch nicht für die Olympischen Spiele 2020 qualifizieren konnten. Für die wegen der COVID-19-Pandemie um ein Jahr verschobene EM 2022 konnten sich die Norwegerinnen mit sechs Siegen vorzeitig qualifizieren und mussten dann die wegen der Pandemie mehrfach verschobenen beiden letzten Spiele nicht mehr bestreiten, da sie keinen Einfluss auf die Qualifikation mehr hatten. Nach dem schlechten Abschneiden Norwegens bei der Europameisterschaft 2022 wurden er und sein Co-Trainer entlassen.
Im Januar 2023 wechselte Sjögren in den Männerfußball und wurde Co-Trainer von Glen Riddersholm beim schwedischen Erstligisten IFK Norrköping. In der Spielzeit 2023 erreichte die Mannschaft nur den neunten Tabellenplatz, so dass kurz nach Saisonende der Klub und der dänische Cheftrainer im November des Jahres getrennte Wege gingen. Nachdem mit Andreas Alm kurz vor dem Jahreswechsel ein neuer Cheftrainer verpflichtet worden war, verließ Sjögren den Klub.
Wenige Tage später wurde Sjögren als neuer Cheftrainer der Frauenmannschaft von Hammarby IF vorgestellt, beim amtierenden schwedischen Meister war Erfolgstrainer Pablo Piñones-Arce Anfang Januar 2024 zurückgetreten.

## Erfolge als Trainer
- Schwedischer Meister 2010, 2011 mit LdB FC Malmö, 2016 mit Linköpings FC
- Schwedischer Pokal der Frauen: Sieger  2013/14, 2024/15 mit Linköping, 2024/2025 mit Hammarby
- Schwedischer Fußball-Supercup der Frauen: Sieger 2011
- Algarve-Cup Sieg 2019 mit Norwegen